# Безымянное (Атырауская область)
Безымянное — упразднённое село в Курмангазинском районе Атырауской области Казахстана. На момент упразднения входило в состав Ганюшкинского сельсовета. В 1990-е годы присоединено к селу Курмангазы и исключено из учётных данных.

## География
Располагалось между ериками Безымянный и Ягодный; ныне представляет собой северную часть села Курмангазы, расположенную на левом берегу ерика Безымянный.

## История
По данным на 1989 год входило в состав Ганюшкинского сельсовета Денгизского района. В 1987 или 1988 году в состав села было включено село Ягодное, располагавшееся на левом берегу ерика Ягодный.

## Население
По данным всесоюзной переписи 1989 года в селе проживало 1295 человек, основное население — казахи